# Ом мані падме хум

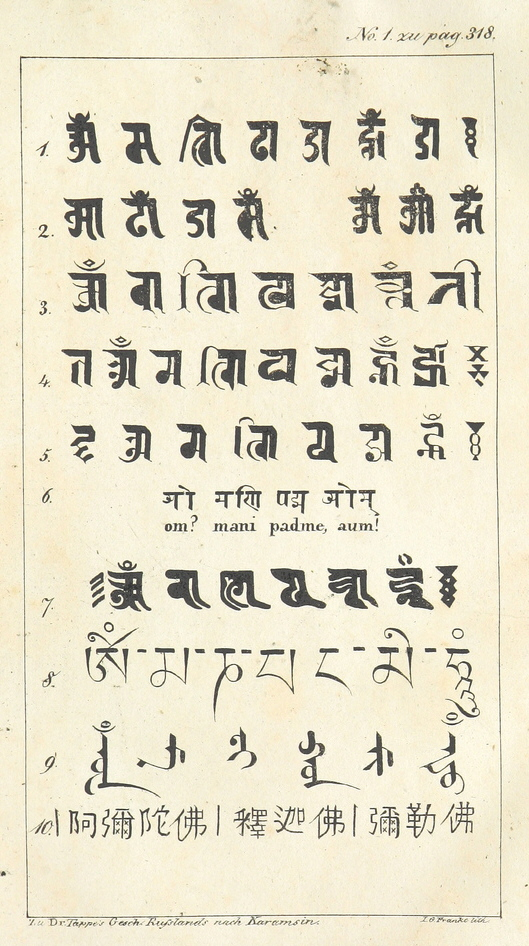
Мантра в різних азіатських системах письма

Мантра «Ом Мані Падме Хум» написана тибетською.

Ом Мані Падме Хум (санскр. ॐ मणि पद्मे हूँ) — ймовірно, одна з найвідоміших мантр в буддизмі Махаяни (особливо характерна для ламаїзму), шестискладова мантра бодхісаттви співчуття Авалокітешвари.
Часто її буквально перекладають як «О! Перлино у квітці лотоса!»[джерело?]. Мантра особливо асоціюється з Шадакшарі (Паном Шести складів) — втіленням Авалокітешвари і має глибокий сакральний зміст.

## Сенс

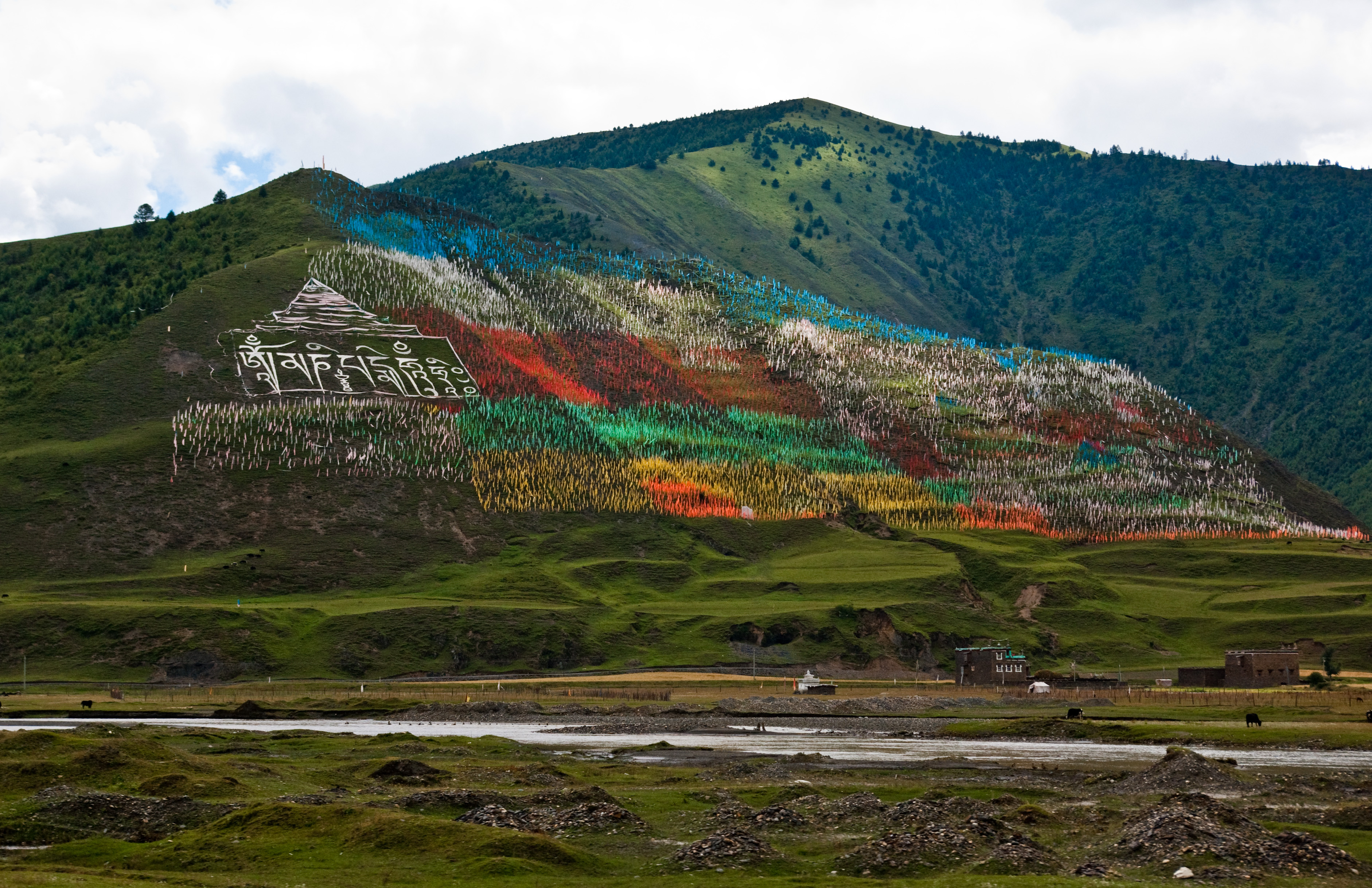
Молитовні прапори біля Тагонга, та Ом Мані Падме Хум

Ця мантра наділена безліччю значень. Всі вони зводяться до пояснення сенсу сукупності сакральних звуків складових її складів. Сама мантра рідко інтерпретується в значенні, обумовленому її буквальним перекладом.
Зокрема, Далай-лама XIV (Тензін Г'яцо) пояснює, що мантра уособлює собою чистоту тіла, промов і розуму Будди. Друге слово (мані - «перлина») співвідноситься з альтруїстичним прагненням до просвітління, співчуттям та любов'ю. Третє слово (падме - «квітка лотоса») співвідноситься з мудрістю. Четверте слово (хум) уособлює неподільність практики (методу) і мудрості.
Традиційно ця мантра широко і часто цитується тибетськими буддистами, тому що, на їхню думку, допомагає пробудити природу Будди, яка, згідно з Уттаратантрою, міститься у всіх створіннях.

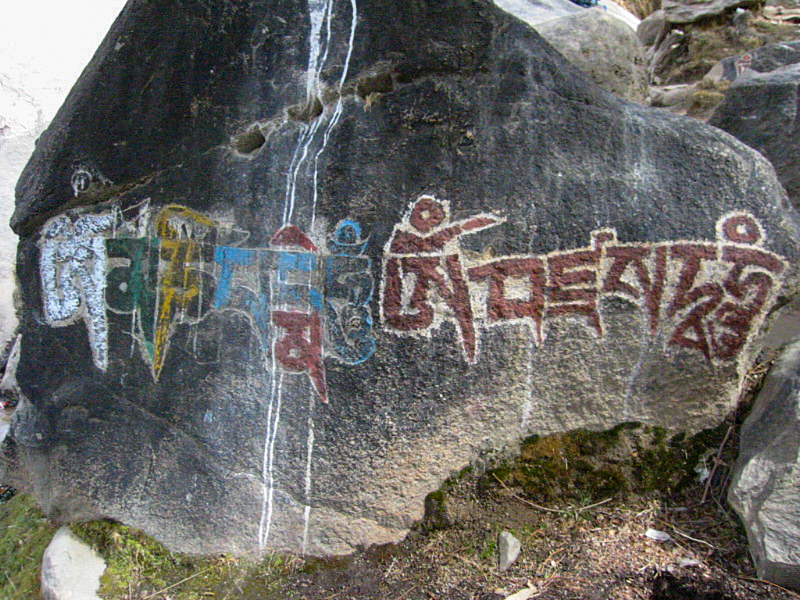
Мантра, записана на камені поруч із палацом Потала, Лхаса, Тибет.

З книги Рам Даса «Це тільки танець»:
|  | Існує багато значень у цієї мантри. Написана ціла книга про її сенси, автор якої лама Ґовінда. Один зі способів розуміння цієї мантри такий: ОМ означає Брахму, що знаходиться за межами всього, непроявленого. МАНІ дорогоцінний камінь або кристал, ПАДМЕ лотос, ХУМ серце. Таким чином, ось один з рівнів розуміння мантри: «Весь всесвіт подібний до дорогоцінного каменю або кристалу, розташованому в центрі мого серця або в серцевині лотоса, який є я; він проявлений, він світиться в моєму серці». Це один із способів інтерпретації мантри. Ви починаєте вимовляти ОМ МАНІ ПАДМЕ ХУМ і думаєте: «Бог в непроявленій формі подібний до скарбу в серцевині лотоса, проявленого в моєму серці». Ви робите це і відчуваєте мантру в серці, це один спосіб. Це найнижчий рівень розуміння мантри і роботи з нею. Це не що інше, як заміна одних думок у голові на інші. |

## Вимова

Ом Мані Падме Хум тибетською

Залежно від школи Буддизму мантра відрізняється вимовою.
- Тибет: ཨོཾ་མ་ཎི་པ་དྨེ་ཧཱུྃ་ Om Ma Ni Pe Me Hung (або Hum)
- Деванагарі:ॐ मणि पद्मे हूँ;: Oṃ Maṇi-Padme Hūṃ
- Китай: 唵嘛呢叭咪吽, піньінь Ǎn Má Ní Bā Mī Hōng
- Корея хангиль: 옴마니반메훔, Om Ma Ni Ban Mae Hum
- Японія Катакана: オンマニハツメイウン On Mani Hatsu Mei Un
- Монголія: Ум маані бадмі хум Um maani badmi khum
- В'єтнам: Úm ma ni bát ni hồng